# Caldes d'Estrac
Caldes d'Estrac est une commune de la province de Barcelone, en Catalogne, en Espagne, de la comarque de Maresme.

## Géographie
Commune située en bord de mer Méditerranée

## Culture
La ville accueille la Fondation Palau, de l'écrivain et collectionneur Josep Palau i Fabre, célèbre pour son fonds consacré à Pablo Picasso.

## Jumelage
Caldes d'Estrac est jumelée avec Castelfranco di Sopra

## Personnalités liées à la ville
- Josep Palau i Fabre (1917-2008), homme de lettres[2].